# 性感帯
性感帯（）とは、身体のうち、刺激を与える事によって性的興奮と快感を得やすい部分を指す。

## 概要
性感帯は男女を問わず個人差があるが、粘膜が体外に出ている部分と、静脈が皮膚に近いところにある部分は性感帯であることが多い。
幼少期などそれまでに性的接触のない場合には、触られても特段快感を得られなかったり、くすぐったい、あるいは粘膜部分などを触られると痛みを伴うこともあるが、日常的に刺激を受けることによって徐々に性的快感を得られるようになる。これを性感帯の開発という。

## 女性の場合
陰核、陰唇、膣口、乳首、乳房、尿道口、肛門、Gスポット、耳、首など。
一般的ではないが、女性ではポルチオも性感帯と言われる場合がある。
その他、恥丘やAスポット(AGスポット)、Tスポット、Uスポット、カリナ、などもある。

## 男性の場合
亀頭、陰茎、陰茎小帯、尿道口、陰嚢、肛門、会陰、耳、首、頭などが一般的な性感帯である。
一般的ではないが、男性では前立腺も性感帯と言われる場合がある。